# James Honeyman-Scott
James "Jimmy" Honeyman-Scott, född 4 november 1956 i Hereford, död 16 juni 1982 i London, var en brittisk rockmusiker, mest känd som medgrundare av och gitarrist i The Pretenders.
Honeyman-Scott började spela piano redan som sjuåring, och när han var tio år gammal började han att spela med på gitarr i låtar av Eric Clapton och Hank Marvin. Han lärde sig aldrig läsa noter, utan spelade på gehör. Han var med och grundade The Pretenders 1978 och medverkade på bandets två första album, Pretenders (1980) och Pretenders II (1981). Han skrev även flera av bandets låtar, tillsammans med sångaren Chrissie Hynde. 
Honeyman-Scott gifte sig 1981 med modellen Peggy Sue Fender, men de hann bara vara gifta i ungefär ett år innan han påträffades död av en överdos kokain och heroin. Honeyman-Scott är begravd vid S:t Peter's Church i Lyde i Herefordshire.